# مدرسة الظاهر بيبرس
مدرسة الظاهر بيبرس، أسست هذه المدرسة خلال العصر المملوكي عام (660-662هـ - 1262-1263م) ، في شارع المعز ملاصقة لمدفن الصالح نجم الدين أيوب، بواسطة الظاهر بيبرس البندقداري. وكان يشغل مكان المدرسة من قبل قاعة الخيام وقاعة السلاح الملحقة بالقصر الفاطمي الشرقي.

## التخطيط
ومن خلال الشواهد والدراسات الأثرية يتضح أن هذه المدرسة كانت من أكبر المدارس في العصر المملوكي، حيث كانت تتكون من صحن أوسط مكشوف يحيط به أربعة إيوانات أكبرها إيوان القبلة وفي الأركان الأربعة للصحن أربعة مداخل تؤدي إلى السبيل الملحق بالمدرسة ودورات المياه وحجرات الطلبة. ولم يتبق من هذه المدرسة حالياً سوى الإيوان الشمالي الشرقي وحجرة السبيل ولها شباكان يعلو كل منهما عتب ثم عقد عاتق به حفر لشكل الببر وهو رنك الظاهر بيبرس ويعلوه عقد من الصنجات المعشقة المزخرفة بالحفر البارز بالزخارف الهندسية والنباتية.